# Djin Djin
Djin Djin è l'ottavo album in studio della cantante beninese Angélique Kidjo. È stato rilasciato il 27 aprile 2007 con l'etichetta Razor & Tie. L'album ha vinto il Best Contemporary World Music Album ai Grammy Awards 2008.

## Tracce
1. Ae Ae – 3:31
2. Djin Djin (featuring Alicia Keys and Branford Marsalis) – 4:18
3. Gimme Shelter (featuring Joss Stone) – 4:08
4. Salala (featuring Peter Gabriel) – 3:24
5. Senamou (C'est l'Amour) (featuring Amadou & Mariam) – 3:44
6. Pearls (featuring Carlos Santana and Josh Groban) – 5:05
7. Sedjedo (featuring Ziggy Marley) – 3:56
8. Papa – 4:34
9. Arouna – 3:35
10. Awan N'la – 3:29
11. Emma – 3:29
12. Mama Golo Papa – 3:41
13. Lonlon (Ravel's Bolero) – 4:54